# 長榮交響樂團

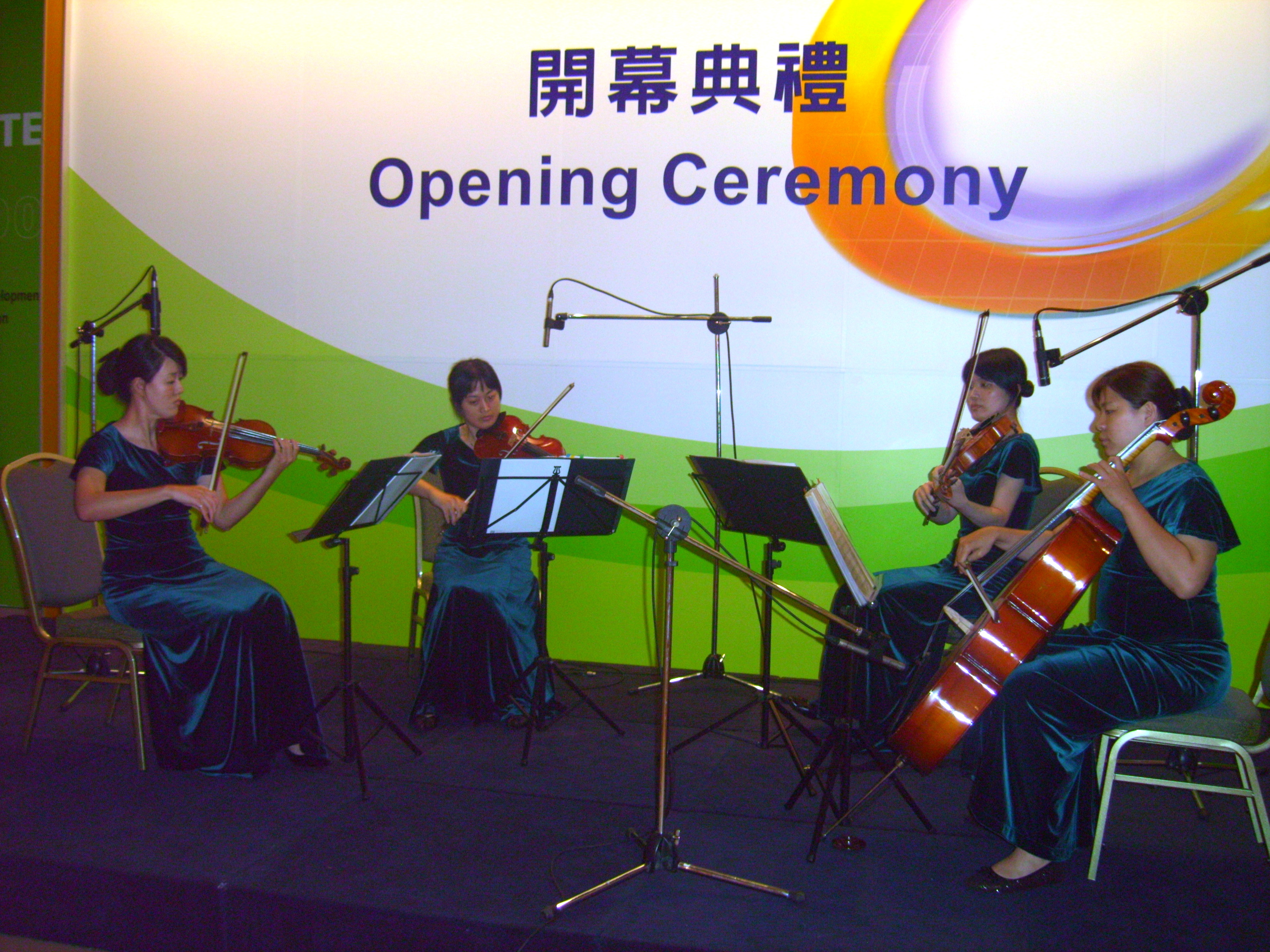
長榮交響樂團在2007年台北國際電腦展歡迎酒會中演奏

長榮交響樂團（英語：Evergreen Symphony Orchestra，縮寫為ESO）是由台灣的長榮集團張榮發基金會於2001年所創立的交響樂團。此樂團召集了台灣許多演奏家以及帶動台灣民族音樂的發展。是目前台灣唯一也是國際間少數由民間法人機構經營的職業交響樂團。
長榮交響樂團所演奏的曲目，通常會在長榮航空的班機上，於旅客上下飛機的時候播放；而有時候也會在臺灣桃園國際機場第二航廈的長榮航空候機室播放，歡迎旅客登機。

## 歷史
2001年4月，財團法人張榮發基金會邀集多位華人音樂家及藝術顧問，合力促成20人編制的長榮樂團，又於2002年中擴編為70人編制的交響樂團，並聘請林克昌擔任第一任音樂總監及首席指揮。2004年7月，聘請曾獲「長榮音樂助學金」赴美國留學的王雅蕙擔任第二任音樂總監兼首席指揮。2007年1月，正式聘請曾任慕尼黑室內獨奏樂團指揮及擔任慕尼黑愛樂樂團、斯圖加特廣播樂團等樂團客席指揮的葛諾·舒馬富斯（Gernot Schmalfuss）擔任音樂總監及首席指揮。2024年11月21日，長榮交響樂團宣佈任命荷蘭指揮家梵志登將在2025年時出任樂團的駐團藝術家。
長榮交響樂團曾分別於2005及2006年入圍第16屆金曲獎、第17屆金曲獎「最佳古典音樂專輯」及「最佳演奏獎」。
從2004年9月起赴海外巡迴演出，曾連續兩年（2005年、2006年）受邀參與日本東京貝多芬及莫札特音樂祭演出，以及赴中國上海及北京巡演。2005年3月份，樂團首度舉辦國際性的音樂教學活動，邀請小提琴家查克哈·布隆（Zakhar Bron）到台灣舉辦大師班及音樂會首演，同年6月首度在北京演出。2006年，獲得行政院文化建設委員會扶植團隊之肯定。
2016年起，舉辦「長榮交響音樂營」，由團員指導各領域的營隊成員、音樂愛好者等，為台灣少有的以職業樂團主導的音樂普及活動。
自 2025 年 1 月1 日起，禮聘指揮家梵志登（Jaap van Zweden）擔任「駐團藝術家」，展開為期兩年的合作計畫，包括定期音樂會演出、指導團員精進演奏技巧等。

## 代表人物及成員

### 音樂總監兼首席指揮
- 林克昌 2002年-2004年
- 王雅蕙 2004年-2006年
- 葛諾·舒馬富斯 2007年-2023年

### 首席藝術顧問兼桂冠指揮
- 葛諾·舒馬富斯 2024年-

### 駐團藝術家
- 梵志登 2025年-

### 樂團成員[4]
駐團指揮
莊文貞
樂團副首席
林世昕
助理樂團首席
洪上筑
| 第一小提琴 陳致千、曲靜家、林以茗、張奕若、李念慈、莫書涵、楊琬茜、鄭丞佑、嚴宇光 第二小提琴 ●林冠汝、◎簡紹宇、郭己溫、王重凱、薛媛云、高維濃、劉映秀、陳俊志、林蓓瑩、黃安柔 中提琴 ●蕭宇沛、謝婷妤、呂佳旻、陳可倪、陳若帆、江姸昕、翁子和 大提琴 ◎曾韻澄、楊培詩、王婉儀、劉慧芬、闕琬葶、邵佩琳、林君翰、廖璽喬 低音提琴 ●吳子安、○黃意然、羅伊純、邱歆詒、賴玟君、汪星諭 |  | 長笛 ●徐鈺甄、林靜旻 短笛 堤由佳 雙簧管 ●蔡采璇、高維謙 英國管 劉雅蘭 單簧管 ●莊蕙竹、○蘇怡方 低音單簧管 林彥良 低音管 ●許家華、吳婉菁 倍低音管 林彥君 法國號 ●林筱玲、吳汧潁、鍾依庭、黃嘉怡、陳景暘 | 小號 ●杉木馨、何忠謀、高信譚、賴怡蒨 長號 ●劉昱男、謝文碩 低音長號 馬萬銓 低音號 ●蔡孟昕 定音鼓｜打擊樂器 ●鄭雅琪、賈雯豪、陳昶嘉 |

●首席 ◎副首席 ○助理首席

## 外部連結
- 長榮交響樂團官方網站 （页面存档备份，存于）